# Meliorchis caribea
Meliorchis caribea is een uitgestorven orchidee uit de onderfamilie Orchidoideae. Het is de oudst bekende orchidee.
De pollinia van deze orchidee zijn in 2007 aangetroffen op het lichaam van een eveneens uitgestorven soort angelloze bij, Proplebeia dominicana, ingekapseld in een stuk barnsteen uit het Mioceen (15-20 miljoen jaar geleden).
Deze vondst toont aan dat orchideeën een grotere ouderdom hebben dan meestal gedacht, en waarschijnlijk reeds ontstaan zijn in het late Krijt (76-84 miljoen jaar geleden), dus in het tijdperk van de dinosauriërs.
Het toont ook aan dat reeds in het Mioceen insecten actieve bestuivers waren van orchideeën.